# 蒂洛马尔县

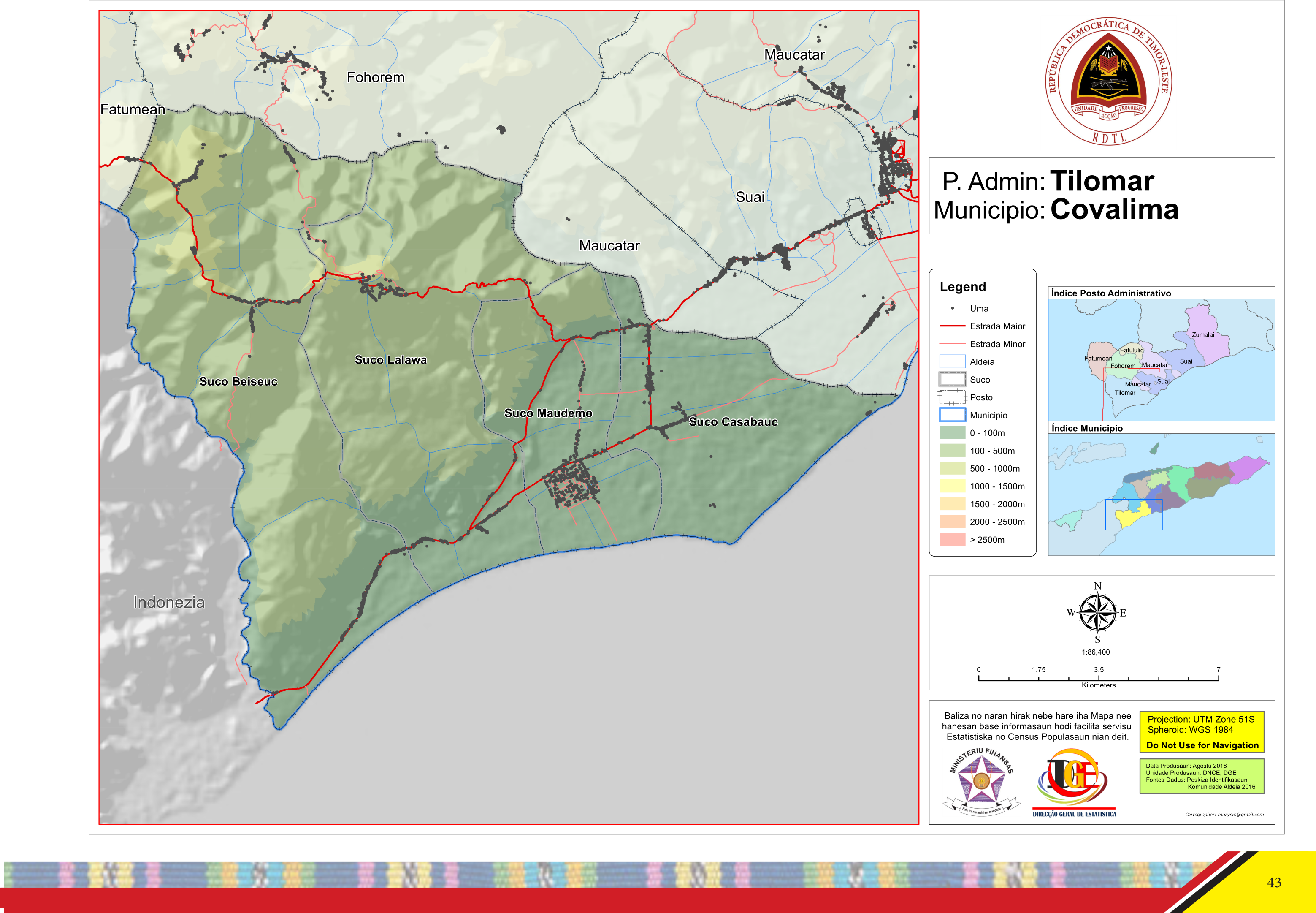
蒂洛马尔县的地图

蒂洛马尔县是东帝汶民主共和国科瓦利马区的一个县。该县面积194.64平方公里，2010年人口普查时时人口为7043，县治位于蒂洛马尔。